# William Lori
William Edward Lori (ur. 6 maja 1951 w Louisville, Kentucky) – amerykański duchowny katolicki, arcybiskup metropolita Baltimore, prymas Stanów Zjednoczonych.

## Życiorys
Uzyskał licencjat w Seminarium św. Piusa X w Erlanger, a następnie magisterium w Emmitsburgu w 1977 roku. Ukoronowaniem wielu lat studiów był doktorat na Katolickim Uniwersytecie Ameryki w Waszyngtonie (1982). Święcenia kapłańskie przyjął w katedrze św. Mateusza w Waszyngtonie z rąk kardynała Bauma 14 maja 1977. Przez wiele kolejnych lat pracował jako duszpasterz archidiecezji Waszyngtonu. Był m.in. osobistym sekretarzem kard. Hickeya, moderatorem kurii i wikariuszem generalnym.
28 lutego 1995 otrzymał nominację na biskupa pomocniczego Waszyngtonu ze stolicą tytularną Bulla. Sakry udzielił mu kard. Hickey. 23 stycznia 2001 mianowany ordynariuszem diecezji Bridgeport. W roku 2002 został powołany do Komisji Episkopat ds. nadużyć seksualnych duchowieństwa. Brał udział w opracowaniu Karty Ochrony Dzieci i Młodzieży. Powołanie go do tej komisji było nieprzypadkowe. Bp Lori już wcześniej dał się poznać jako bezkompromisowy przeciwnik księży pedofilów. Natychmiastowo usuwał przestępców oraz obrał politykę w zakresie ochrony dzieci. W 2005 został wybrany na Najwyższego Kapelana Rycerzy Kolumba.
20 marca 2012 papież Benedykt XVI mianował go arcybiskupem metropolitą Baltimore. Ingres odbył się 16 maja 2012.